# Vlastišov
Vlastišov (dříve též Lastišov) je vesnice v okrese Benešov, součást obce Zvěstov. Nachází se cca 3 km severovýchodně od Zvěstova. Je zde evidováno 9 adres. V obci se nachází kravín a za obcí lze zhlédnout dva rybníky.

## Historie
První písemná zmínka o vesnici pochází z roku 1541.